# Туздинський сільський округ
Тузди́нський сільський округ (каз. Тұзды ауылдық округі, рос. Туздынский сельский округ) — адміністративна одиниця у складі Бухар-Жирауського району Карагандинської області Казахстану. Адміністративний центр — село Тузди.
Населення — 1006 осіб (2021; 1084 у 2009, 1498 у 1999, 1900 у 1989).
Станом на 1989 рік існувала Туздинська сільська рада (села Новостройка, Перве Мая, Стара Тузда) ліквідованого Тельманського району.

## Склад
До складу округу входять такі населені пункти:
| Населений пункт   | Населення, осіб (1989) | Населення, осіб (1999) | Населення, осіб (2009) | Населення, осіб (2021) |
| ----------------- | ---------------------- | ---------------------- | ---------------------- | ---------------------- |
| Перше Мая, село   | 391                    | 295                    | 279                    | 181                    |
| Стара Тузда, село | 277                    | 169                    | 70                     | 56                     |
| Тузди, село       | 1232                   | 1034                   | 735                    | 769                    |